# Blanche de Beaumont
Pour les articles homonymes, voir Beaumont.

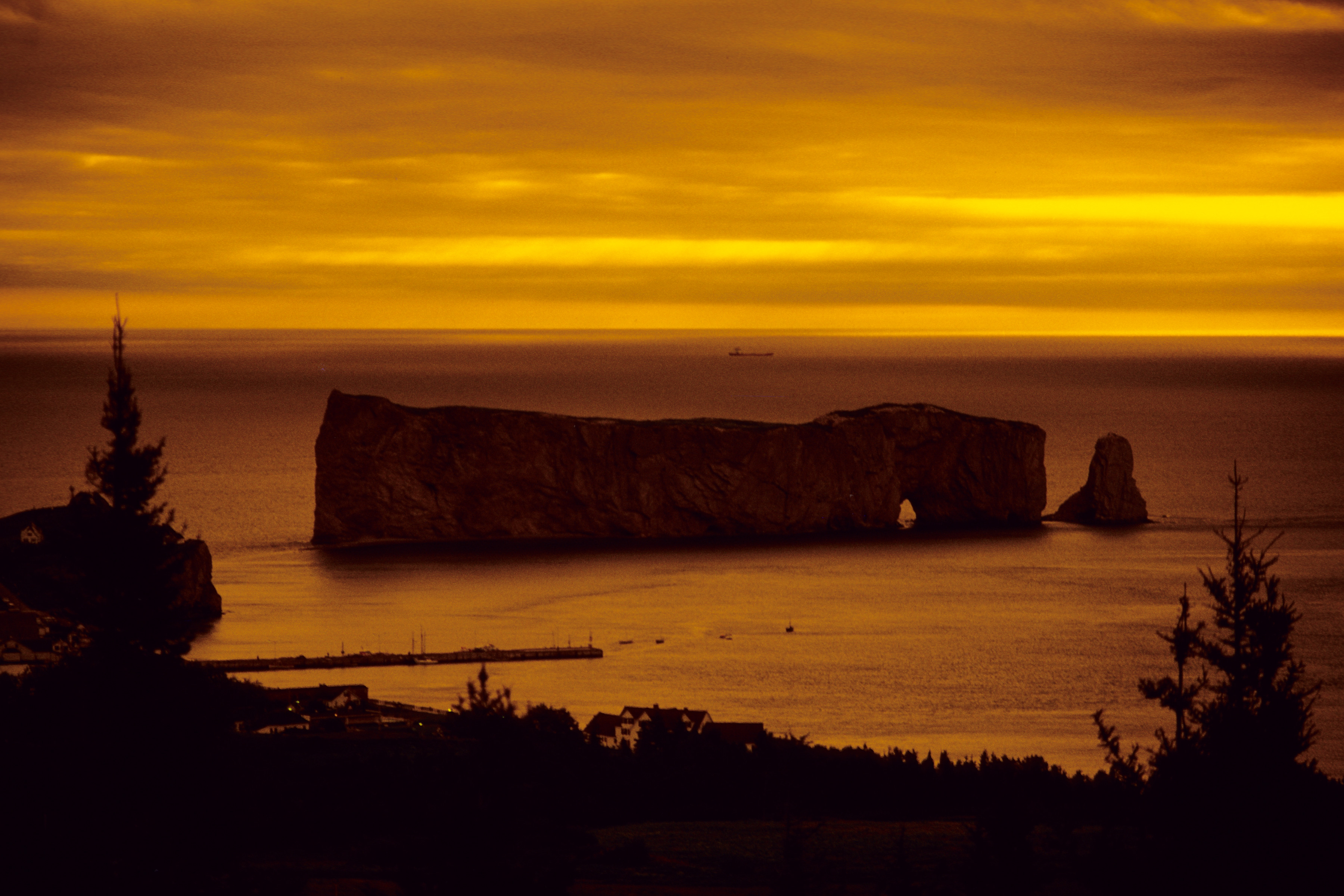
Le Rocher Percé au crépuscule

Blanche de Beaumont est le personnage principal d'une légende québécoise, ayant lieu près du rocher Percé dans le golfe du Saint-Laurent au Québec.

## Légende
Née en France, en Normandie, la belle Blanche de Beaumont, âgée alors de seize ans, était fiancée au Chevalier Raymond de Nérac, dont elle était très amoureuse.
Le chevalier dut partir en Nouvelle-France, au Canada, pour combattre les Iroquois, laissant seule Blanche. Celle-ci, refusant de rester dans l'attente de son chevalier, décida de partir le retrouver. Mais son bateau fut attaqué et abordé par des pirates, qui en prirent le contrôle. Leur capitaine décida d'épouser Blanche, pour avoir une descendance noble. Elle fit semblant d'accepter son sort, mais le jour de la célébration, elle se jeta à l'eau devant l'équipage et disparut dans l'océan.
La nuit suivante, le bateau pirate fut pris dans un épais brouillard ; lorsqu'il en sortit, il se trouva face à l'énorme rocher. L'équipage effrayé vit au sommet de celui-ci une apparition voilée dans laquelle ils reconnurent Blanche de Beaumont. Celle-ci lança sa malédiction sur les pirates et leur navire qui se transforma en rocher.
Le chevalier de Nérac fut tué par les Iroquois. 
D'après la légende, lorsqu'il y a du brouillard au rocher Percé, on peut entrevoir Blanche de Beaumont à la recherche du Chevalier de Nérac.

## Sources
- Biblisem, Bibliothèque de littérature spiritualiste et mystique
- Site Bretagne et Québec